# خدمات به روزرسانی ویندوز سرور
خدمات به روزرسانی ویندوز سرور (به انگلیسی: Windows Server Update Services) به صورت مخفف WSUS، یک برنامه کامپیوتری است که به وسیلهٔ شرکت مایکروسافت توسعه داده می‌شود و امکان مدیریت وصله‌ها و هات‌فیکس‌های محصولات مایکروسافت را یک محیط سازمانی در اختیار مدیر سیستم قرار می‌دهد. برنامه wsus این وصله‌ها را از وبسایت آپدیت مایکروسافت بارگذاری می‌کند و به رایانه‌های شبکه انتشار می‌دهد. خدمات به روزرسانی ویندوز سرور روی ویندوز سرور اجرا می‌شود برای کاربران مجوز دار ویندوز رایگان است.